# Nerioidea
Nerioidea (лат.) — надсемейство двукрылых из инфраотряда круглошовных мух подотряда короткоусых. Более 600 видов, включая ходуленожек.
7-й стернит и 7-й тергит брюшка самки удлинённые, слиты и формируют яйцеклад (8-й стернит и 8-й тергит самки редуцированы до небольшой мембраны). Гоноподы редуцированы до пары вытянутых склеритов. Ширина лба у самцов такая же, как и у самок. Надсемейство Nerioidea является сестринским к Diopsoidea и делится на две родственные подгруппы: первую монотипическую (Micropezidae) и вторую из двух семейств (Neriidae + Cypselosomatidae). Семейство Pseudopomyzidae иногда рассматривают в составе Cypselosomatidae или сближают с Neriidae.
В 2020 году состав надсемейства претерпел изменения и включает 7 семейств, разделённых на три эволюционные линии: первая линия включает Pseudopomyzidae, Cypselosomatidae и Fergusoninidae, другие — Micropezidae (5 подсемейств), Neriidae, Tanypezidae и Strongylophthalmyiidae.

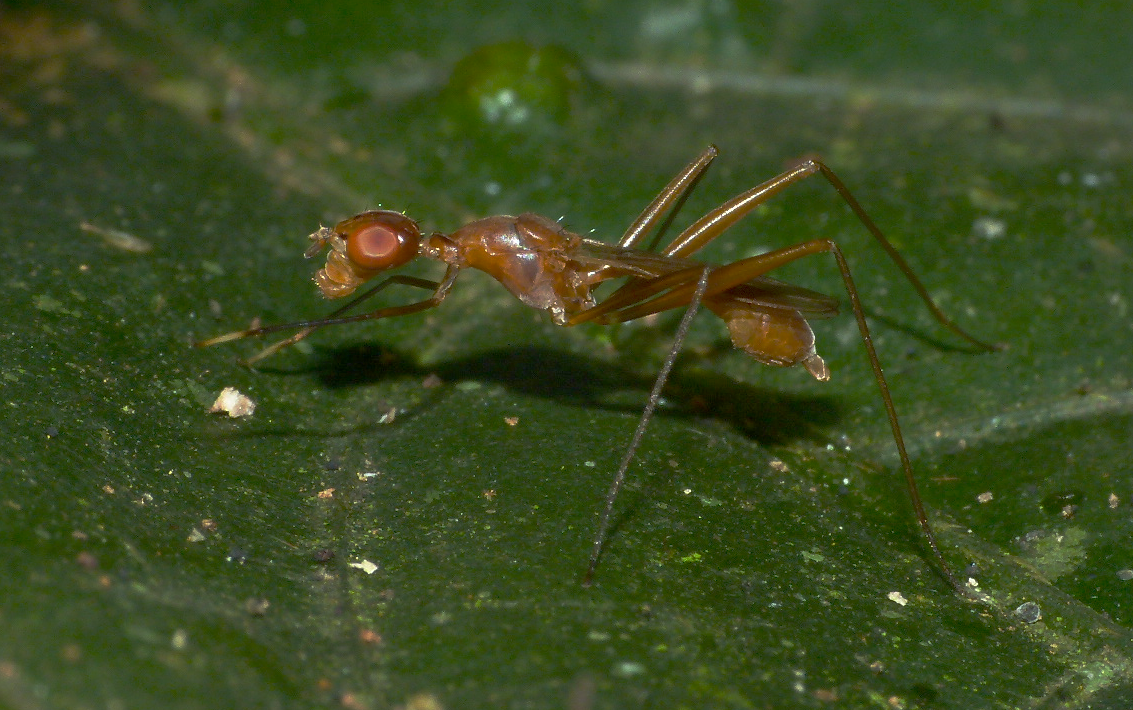
Micropezidae sp. (500 видов), мимикрирующий муравьям рода Oecophylla
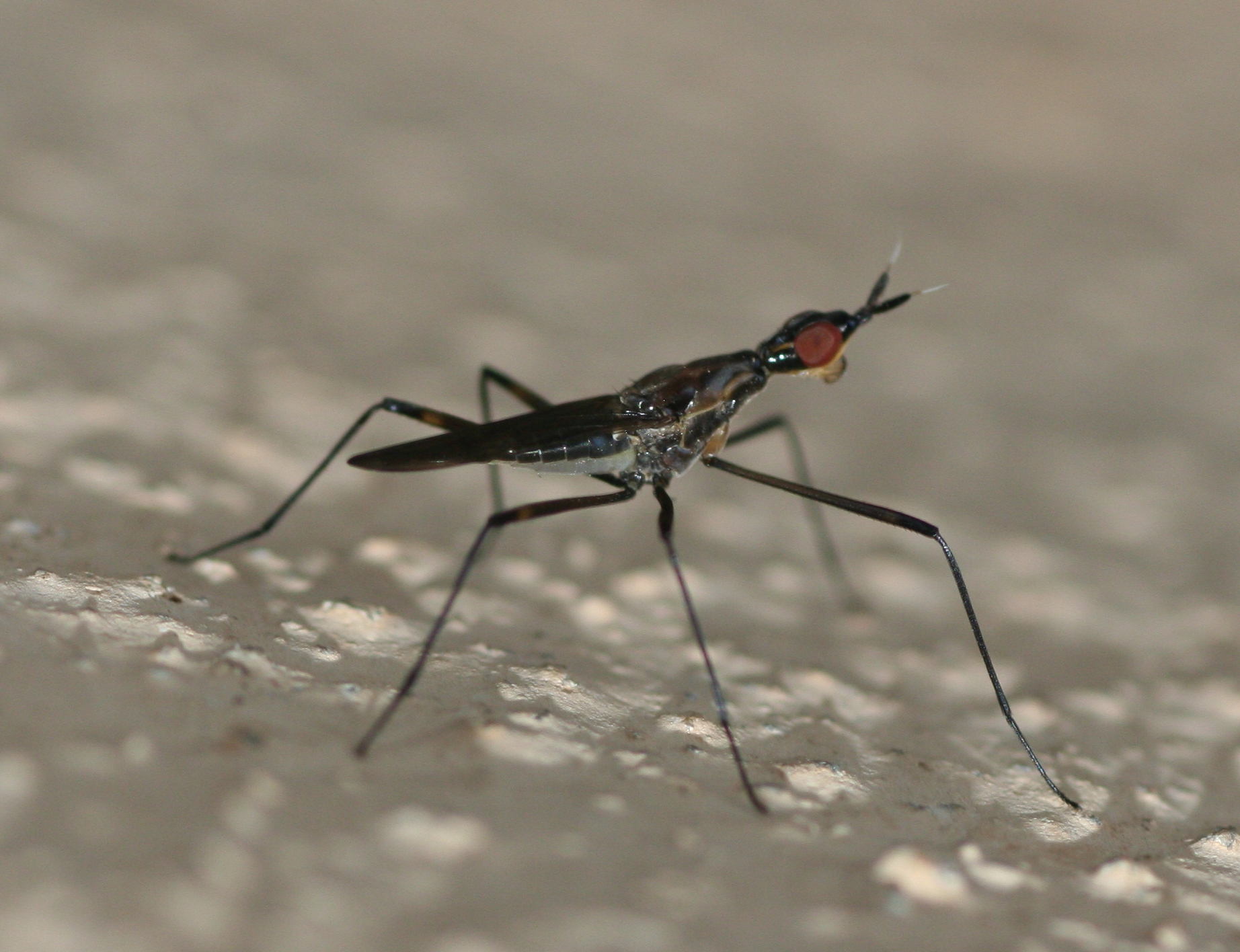
Neriidae, 100 видов